# 緒方文興
緒方 文興（おがた ぶんこう、1960年8月28日 - ）は、日本の男性声優、ナレーター。熊本県出身。

## 経歴・人物
以前は劇団俳優座、圭三プロダクション、東京俳優生活協同組合、リマックス、81プロデュースに所属していた。
声種はバリトン。
主にナレーションでの活動が多い。特撮では「スーパー戦隊シリーズ」に出演。『爆竜戦隊アバレンジャー』では悪の幹部の一人・創造の使徒ミケラ役でレギュラー出演、『轟轟戦隊ボウケンジャー』の劇場版では時の魔神クロノス役で悪の首領を演じた。
この他、アニメや吹き替えでも活動している。

## 出演作品

### テレビアニメ
- 魔術士オーフェン Revenge（2000年、村人D）
- 犬夜叉（2001年、頭、イモリ妖怪、油問屋の若旦那、若様）
- Z.O.E Dolores, i（2001年、クリムゾン）
- 逮捕しちゃうぞ SECOND SEASON（2001年、消防士、犯人）
- SoltyRei（2005年、ジャック・マクリーン）
- ゴルゴ13（2008年、エドマンド・スターク）
- スケアクロウマン（2008年、運転手）

### 劇場アニメ
- 風を見た少年（2000年、リオニス[4]）
- 機動戦士ガンダム 特別版（2000年、ジオン公国群衆）
- 機動戦士ガンダムII 哀・戦士編 特別版（2000年、マリガン）
- 機動戦士ガンダムIII めぐりあい宇宙篇 特別版（2000年、マリガン）
- 劇場版∀ガンダムI 地球光（2002年）
- シックス・エンジェルズ（2002年、テリー・キャニオン[5]）

### ゲーム
- スター・ウォーズ ギャラクティック・バトルグラウンド（2002年、ジャー・ジャー・ビンクス）

### ドラマCD
- 爆竜戦隊アバレンジャー「ダイノアーススペシャル!伝説の腕輪と五つのアバレスピリッツ」（創造の使徒ミケラ）

### 吹き替え

#### 映画
- アーミクロン
- アイス・ストーム（ボブ）
- I love ペッカー（ガズル）
- アダムス・ファミリー サン 再結集
- アトミック・ハザード
- アメリカン・ヒストリーX（男性レポーター）
- アンナ・カレーニナ
- 愛しのローズマリー（ハル）
- ヴァンパイア/最期の聖戦
- エクソシスト ディレクターズ・カット版（インターン）
- 狂っちゃいないぜ（スチュワード）
- クレイマー、クレイマー（ノーマン）
- クロオビ・キッズ/メガ・マウンテン奪回作戦（ゼド）
- グロリア（フレディ）
- 氷の接吻（ゲイリー）
- この胸のときめきを（トム）
- コンコルド（マンデイル）
- サイモン・バーチ
- サハラ 死の砂漠を脱出せよ ※テレビ東京版
- ザ・ビジター2（デイビス）
- 幸せのちから（マネージャー）
- シークレット/嵐の夜に（ローレン・クラーク）
- 将軍の娘/エリザベス・キャンベル
- タイムトラベラー きのうから来た恋人（ジョナサン）
- 達磨よ、遊ぼう!（チャングン）
- タンゴ
- 追跡者
- D.N.A.IV（デューク）
- ニコラスの贈りもの
- ニノの空 幸せさがしの旅日記（ロラン）
- ニュートン・ボーイズ
- パーフェクト・マーダー（ビル・ワイズ）
- フィオナが恋していた頃（DJ）
- ブラボー火星人2000
- ブレード・スクワッド
- ホワット・ライズ・ビニース（テディ）
- 魔性弁護人（ジェフリー）
- 友情の翼（リカルド）
- 雷神-RAIJIN-（ビリー）
- 落下の王国（オーガスティン神父）
- ラッキー・ナンバー（サムの父親）
- 流星 流星語（青年）
- ロード・トリップ（ダフィ）
- ワールド・イズ・ノット・イナフ
- OSS 117 私を愛したカフェオーレ（スリマン）
- ワンス・アポン・ア・タイム・イン・チャイナ&アメリカ 天地風雲
- ワンダーランド駅で（ロバート）

#### テレビドラマ
- アリー my Love
- 親指タイタニック（船員）
- 五星大飯店〜Five Star Hotel〜（リュー シュン）
- ザ・ソプラノズ 哀愁のマフィア（アーティ・ブッコ）
- バビロン5（バー・コットー）※TVレギュラー

#### アニメ
- きかんしゃトーマス（サー・ハンデル）※テレビ東京版
- ヘビー・メタル（グリマルディ）

### ナレーション
- いかリングの面積
- うぇーぶ
- 大人時間
- おはスタ（第一部）
- おはよう!グッデイ
- おまかせペーパービュー
- お宝映像クイズ 見ればナットク!
- 佐藤弘道のようこそ！ドリームバスツアー（旅チャンネル）
- 真相報道 バンキシャ!
- スーパーJチャンネル・ステーションEYE・ニュースステーション
- スキヤキ!!ロンドンブーツ大作戦
- ディスカバリー・チャンネル
- デリシャス学院ナレーション・校長先生の声
- news every.（特集）コーナー・ナレーター
- 日曜洋画劇場特番60分・春の特番60分
- NNNニュースプラス1（特集）（目線）
- パペットマペットのサイエンスでしょ!?
- フジリコ（レギュラー半年）
- 摩訶不思議考現学（レギュラー1年）
- MLBナビ（スカパー!）
- わけありバラエティ みんなのヒミツ!!
- わらいのじかん2 すっげーグルメ、知り自慢クイズナレーター

### 特撮
- スーパー戦隊シリーズ
  - 星獣戦隊ギンガマン（1998年、鬼丸の声）
  - 救急戦隊ゴーゴーファイブ（1999年、ジーンの声）
  - 百獣戦隊ガオレンジャー（2001年、タービンオルグの声）
  - 忍風戦隊ハリケンジャー（2002年、恋煩い忍者チューピッドの声）
  - 爆竜戦隊アバレンジャー（2003年、ミケラの声）
  - 爆竜戦隊アバレンジャー DELUXE アバレサマーはキンキン中!（2003年、ミケラの声）
  - 爆竜戦隊アバレンジャーVSハリケンジャー（2004年、ミケラの声）
  - 轟轟戦隊ボウケンジャーVSスーパー戦隊（2007年、クロノスの声）
- 仮面ライダークウガ（2000年、トライチェイサー2000取扱説明VTRナレーション）
- トミカヒーロー レスキューフォース（2008年、ナレーション）

### CM
- TBSハウジング ※ラジオCM（レギュラー5年）

### その他コンテンツ
- 横浜みなとみらい21竣工式（司会）
- みたまを継ぐもの（2009年）